# Herbert Lom
Herbert Lom, nome d'arte di Herbert Karel Angelo Kuchacevič ze Schluderpacheru (Praga, 11 settembre 1917 – Londra, 27 settembre 2012), è stato un attore ceco, famoso per aver interpretato il ruolo dell'ispettore Dreyfus nei film de La Pantera Rosa, a fianco di Peter Sellers.

## Biografia
Herbert Lom nacque nel 1917 a Praga da Karl Kuchačevič ze Schluderpacheru e Olga Gottlieb, quando la città era ancora parte dell'Impero d'Austria-Ungheria, e fu pertanto cittadino austroungarico di nascita.  Debuttò nel film ceco Zena pod křížem (1937). Le sue prime apparizioni cinematografiche furono principalmente ruoli di supporto, tranne qualche film in cui recitò come attore non protagonista. A seguito dell'annessione tedesca della Cecoslovacchia, si trasferì in Gran Bretagna nel 1939 e, nel 1940, comparve in molti film britannici, di solito in ruoli da "cattivo", anche se in seguito recitò in varie commedie. Interpretò in due occasioni il ruolo di Napoleone Bonaparte, nei film Il nemico di Napoleone (1942) e nella versione del 1956 di Guerra e pace. Come protagonista, interpretò i gemelli trapezisti in Dual Alibi (1948). Nel 1950 recitò a fianco di Alec Guinness e Peter Sellers in La signora omicidi, e con Robert Mitchum, Jack Lemmon e Rita Hayworth in Fuoco nella stiva (1957). 
Gli anni sessanta furono un decennio di grande successo per Lom, con una vasta gamma di film, a partire da Spartacus (1960), El Cid (1961), e con il ruolo del capitano Nemo ne L'isola misteriosa (1961). Particolarmente apprezzata fu la sua interpretazione in Il fantasma dell'Opera (1962), prodotto dalla Hammer Film Productions, in cui Lom si distinse per la precisa ed elegante dizione. La maschera del fantasma, in questa versione, prendeva tutto il viso, il che si rivelò una saggia scelta per un attore famoso per il suo timbro vocale: la maschera infatti amplificava in modo cupo la voce di Lom, che dichiarò: «È stato meraviglioso interpretare quella parte, ma mi ha deluso per quanto riguarda l'immagine data al fantasma», aggiungendo che «Questa versione del famoso Gaston Leroux è una storia troppo trascinata. Non è stato dato abbastanza carattere al fantasma, ma almeno non ero il villain. Michael Gough lo è stato».
La Hammer Film produsse moltissimi film dell'orrore a basso costo. Lom ricordò in un'intervista come i produttori trattassero gli attori nel loro lavoro: «Per una delle mie scene, quelli della Hammer mi volevano far sbattere la testa contro un pilastro di pietra, poiché non potevano permettersene uno di gomma. Mi sono rifiutato di sbattere la testa contro la pietra, naturalmente. Ciò ha causato una "grande crisi", poiché persero mezza giornata a fare un pilastro di gomma che sembrava di pietra. E, naturalmente, costò pochi centesimi di più. Proprio un horror!». Tra i suoi altri ruoli in horror a basso budget, da ricordare del cacciatore di streghe nel film La tortura delle vergini (1970) di Michael Armstrong, che mostra molte scene di tortura ed è rimasto celebre per la quantità di sacchetti distribuiti agli spettatori che si sentivano male. Di rilievo anche la sua partecipazione in La maledizione (1973), diretto da Roy Ward Baker per la Amicus Productions, dove vestì i panni del perfido castellano. 
Degna di nota è la sua partecipazione al film italiano Charleston (1977), diretto da Marcello Fondato, in cui interpretò il ruolo dell'ispettore Watkins al fianco di Bud Spencer. Ma l'interpretazione che più di ogni altra rese celebre Lom al grande pubblico fu quella del personaggio dell'ispettore capo Charles Dreyfus, superiore dell'ispettore Clouseau nei film della Pantera Rosa di Blake Edwards. 
Lom scrisse due romanzi storici, uno sul drammaturgo Christopher Marlowe (Enter a Spy: The Double Life of Christopher Marlowe, 1971) e un altro sulla rivoluzione francese (Dr. Guillotin: The Eccentric Exploits of an Early Scientist, 1992). I diritti cinematografici dei due libri sono stati acquistati ma, fino a oggi, non è stato prodotto alcun film.
Morì nel sonno il 27 settembre 2012 all'età di 95 anni.

## Filmografia

### Cinema
- Zena pod krízem, regia di Vladimir Slavínský (1937)
- Bozí mlýny, (tit. ingl.: God's Mills), regia di Václav Wasserman (1938)
- Il nemico di Napoleone (The Young Mr Pitt), regia di Carol Reed (1942)
- Missione segreta (Secret Mission), regia di Harold French (1942)
- Tomorrow We Live, regia di George King (1943)
- The Dark Tower, regia di John Harlow (1943)
- Hotel Reserve, regia di Lance Comfort, Mutz Greenbaum (1944)
- Settimo velo (The Seventh Veil), regia di Compton Bennett (1945)
- Night Boat to Dublin, regia di Lawrence Huntington (1946)
- Appointment with Crime, regia di John Harlow (1946)
- Dual Alibi, regia di Alfred Travers (1948)
- Ragazze perdute (Good-Time Girl), regia di David MacDonald (1948)
- La salamandra d'oro (Golden Salamander), regia di Ronald Neame (1950)
- I trafficanti della notte (Night and the City), regia di Jules Dassin (1950)
- Segreto di stato (State Secret), regia di Sidney Gilliat (1950)
- La rosa nera (The Black Rose), regia di Henry Hathaway (1950)
- La gabbia d'oro (Cage of Gold), regia di Basil Dearden (1950)
- Hell Is Sold Out, regia di Michael Anderson (1951)
- M7 non risponde (The Net), regia di Anthony Asquith (1953)
- La signora omicidi (The Ladykillers), regia di Alexander Mackendrick (1955)
- Guerra e pace (War and Peace), regia di King Vidor (1956)
- Fuoco nella stiva (Fire Down Below), regia di Robert Parrish (1957)
- I piloti dell'inferno (Hell Drivers), regia di Cy Endfield (1957)
- Acqua alla gola (Chase a Crooked Shadow), regia di Michael Anderson (1957)
- Le radici del cielo (The Roots of Heaven), regia di John Huston (1958)
- Il grande pescatore (The Big Fisherman), regia di Frank Borzage (1959)
- Frontiera a Nord-Ovest (Northwest Frontier), regia di J. Lee Thompson (1959)
- La sfida del terzo uomo (Third Man in the Mountains), regia di Ken Annakin (1959)
- Alla conquista dell'infinito (Wernher von Braun, anche: I Aim at the Stars), regia di J. Lee Thompson (1960)
- Spartacus, regia di Stanley Kubrick (1960)
- L'isola misteriosa (Mysterious Island), regia di Cy Endfield (1961)
- Scotland Yard sezione omicidi (The Frightened City), regia di John Lemont (1961)
- Il piacere della disonestà (Mr. Topaze), regia di Peter Sellers (1961)
- El Cid, regia di Anthony Mann (1961)
- Il fantasma dell'Opera (The Phantom of the Opera), regia di Terence Fisher (1962)
- Il tesoro del lago d'argento (Der Schatz im Silbersee), regia di Harald Reinl (1962)
- Il caso del cavallo senza testa (Horse Without a Head), regia di Don Chaffey (1963)
- Uno sparo nel buio (A Shot in the Dark), regia di Blake Edwards (1964)
- La capanna dello zio Tom (Onkel Toms Hütte), regia di Géza von Radványi (1965)
- Gambit - Grande furto al Semiramis (Gambit), regia di Ronald Neame (1966)
- Viva! Viva Villa! (Villa Rides), regia di Buzz Kulik (1968)
- 99 donne (99 Women ), regia di Jesús Franco (1969)
- Doppia immagine nello spazio (Doppelgänger), regia di Robert Parrish (1969)
- La tortura delle vergini (Hexen bis auf blut gequält), regia di Michael Armstrong (1970)
- Il conte Dracula (Count Dracula), regia di Jesús Franco (1970)
- Il dio chiamato Dorian (Das Bildnis des Dorian Gray), regia di Massimo Dallamano (1970)
- I terrificanti delitti degli assassini della via Morgue (Murders in the Rue Morgue), regia di Gordon Hessler (1971)
- Cuadecuc, vampir, regia di Pere Portabella (1971)
- La morte dietro il cancello (Asylum), regia di Roy Ward Baker (1972)
- La scala della follia (Dark Places), regia di Don Sharp (1973)
- ...e poi, non ne rimase nessuno (Ten Little Indians), regia di Peter Collinson (1974)
- La Pantera Rosa colpisce ancora (The Return of the Pink Panther), regia di Blake Edwards (1975)
- La Pantera Rosa sfida l'ispettore Clouseau (The Pink Panther Strikes Again), regia di Blake Edwards (1976)
- Charleston, regia di Marcello Fondato (1977)
- La vendetta della Pantera Rosa (Revenge of the Pink Panther), regia di Blake Edwards (1978)
- Il mistero della signora scomparsa (The Lady Vanishes), regia di Anthony Page (1979)
- 2 sotto il divano (Hopscotch), regia di Ronald Neame (1980)
- Sulle orme della Pantera Rosa (Trail of the Pink Panther), regia di Blake Edwards (1982)
- Pantera Rosa - Il mistero Clouseau (Curse of the Pink Panther), regia di Blake Edwards (1983)
- La zona morta (The Dead Zone), regia di David Cronenberg (1983)
- Allan Quatermain e le miniere di re Salomone (King's Solomon Mines,), regia di J. Lee Thompson (1985)
- Una signora chiamata presidente (Whoops Apocalypse), regia di Tom Bussmann (1986)
- Dieci piccoli indiani (Ten Little Indians), regia di Alan Birkinshaw (1989)
- La setta, regia di Michele Soavi (1991)
- Mio papà è il Papa (The Pope Must Die), regia di Peter Richardson (1991)
- Il figlio della Pantera Rosa (Son of the Pink Panther), regia di Blake Edwards (1993)

### Televisione
- The Errol Flynn Theatre – serie TV, episodi 1x07-1x15 (1956)
- Miss Marple (Agatha Christie's Marple) – serie TV, episodi 1x02-3x04 (2004-2007)

## Doppiatori italiani
Nelle versioni in italiano delle opere in cui ha recitato, Herbert Lom è stato doppiato da:
- Pino Locchi in Uno sparo nel buio, Gambit - Grande furto al Semiramis, La Pantera Rosa colpisce ancora, La Pantera Rosa sfida l'ispettore Clouseau, Sulle orme della Pantera Rosa, Il caso del cavallo senza testa, Le radici del cielo, Il grande pescatore, La sfida del terzo uomo
- Emilio Cigoli in Settimo velo, Trafficanti d'oro, La signora omicidi, L'isola misteriosa
- Bruno Alessandro in La Pantera Rosa - Il mistero Clouseau, Il figlio della Pantera Rosa
- Sergio Graziani ne Il mistero della signora scomparsa, La setta
- Carlo D'Angelo ne El Cid
- Nando Gazzolo in Spartacus
- Arnoldo Foà in Guerra e pace
- Aldo Giuffré in La capanna dello zio Tom
- Roberto Villa ne Il conte Dracula
- Mario Colli in ...e poi, non ne rimase nessuno
- Ferruccio Amendola in Charleston
- Silvio Spaccesi in La vendetta della Pantera Rosa
- Marcello Tusco in Due sotto il divano
- Carlo Alighiero in La zona morta
- Mario Maranzana in Allan Quatermain e le miniere di re Salomone
- Luciano De Ambrosis in Miss Marple

## Riconoscimenti
Leonard Maltin, critico cinematografico, ha scritto di lui:

## Nei media
- Herbert Lom compare tra i personaggi secondari del romanzo di Javier Marías Così ha inizio il male (Asì empieza lo malo) del 2014.